# Timothy Sullivan (Komponist)
Timothy Richard Sullivan (* 16. Dezember 1954 in Ottawa) ist ein kanadischer Komponist und Musikpädagoge.
Sullivan war Kompositionsschüler von Samuel Dolin und studierte an der University of Toronto bei Walter Buczynski und John Beckwith. Von 1979 bis 1989 unterrichtete er am Royal Conservatory in Toronto, wo er von 1985 bis 1989 Direktor des Kompositionsprogramms war. 1986 gründete er das Contemporary Music Ensemble. 1989–90 war er Gastprofessor an der University of Victoria, danach wirkte er als Composer in Residence bei der Canadian Opera Company und dem Ontario Institute for Studies in Education. Im Jahr 2001 war er Keynote Speaker der Asia Pacific Orchestra’s Conference in Australien.
Nach kammermusikalischen Werken wurde Sullivan Ende der 1980er Jahre mit mehreren Opern bekannt: Tomorrow and Tomorrow (nach einem eigenen Libretto, UA 1986 in New York) und Dreamplay (nach August Strindbergs Drama) sowie Florence (Libretto von Anne McPherson, UA 1992). In den 1990er Jahren arbeitete er mit kanadischen Tanz- und Ballettchoreographen wie William Douglas, Lee Eisler, Claudia Moore und John Alleyne und indischen Choreographen wie  Menaka Thakkar, Chandralehka, Lata Pada und Hari Krishnan zusammen. 2003 veröffentlichte er mit Lee Willingham das Buch Creativity and Music Education.

## Werke
- Scherzo Brillante für Akkordeon (aufgenommen von John Torcello), 1978
- Lentos Crepúsculos, vier Lieder für Bariton und Klavier (Auftragswerk für Donald Bell), 1979
- Trillo für Cello (aufgenommen von John Torcello), 1981
- Frieze für Kammerensemble, 1982
- Music From Nowhere für Kammerensemble und Tonband, 1984
- Tomorrow and Tomorrow, Oper, 1986
- Dream Play, Oper, 1988
- Florence: The Lady with the Lamp, Oper, 1991
- Autograph, Tanzmusik
- La Zone d’Or, Tanzmusik
- Deep West, Tanzmusik
- Claudia Moore, Tanzmusik
- The Archeology of Karl, Ballett
- Adrian (Angel on Earth), Ballett
- In the Course of Sleeping, Ballett
- entre-deux, Ballett
- Namaskar, Ballett
- Cosmos, Ballett
- Revealed by Fire, Ballett
- Black and White in Colour, Ballett
- Joséphine, Oper
- The Trial, Oper
- Between Earth and Sky für Chor und Perkussion, 2003
- The agony of yearning für Streichorchester, 2006